# Somatologie
Somatologie neboli tělověda (někdy také pod názvem antropologie) je nauka o struktuře a funkcích lidského těla. Shrnuje základní poznatky z anatomie, histologie, embryologie, biologie, biochemie a fyziologie. Studuje a popisuje stavbu lidského těla a jeho jednotlivé funkce na různých úrovních. Seznamuje nás s činností buněk, tkání a orgánů i organismu jako celku i se všemi fyziologickými pochody, které probíhají ve zdravém organismu, a které jsou řízeny několika systémy: imunitním, endokrinním a nervovým. Na středních školách se vyučuje jako biologie člověka v rámci předmětu biologie.